# Christian Hochstätter
Christian Hochstätter (ur. 19 października 1963 w Augsburgu) – niemiecki piłkarz występujący na pozycji obrońcy lub pomocnika.

## Kariera klubowa
Hochstätter jako junior grał w klubach Post SV Augsburg oraz FC Augsburg. W 1982 roku trafił do Borussii Mönchengladbach. W jej barwach zadebiutował 15 października 1982 w wygranym 2:0 meczu Pucharu Niemiec z Unionem Solingen. Pierwszy mecz w Bundeslidze zaliczył 30 października 1982 roku przeciwko Hamburgerowi SV (3:4). 12 listopada 1983 roku w wygranym 2:1 spotkaniu z Borussią Dortmund strzelił pierwszego gola w Bundeslidze. W sezonie 1983/1984 dotarł z zespołem do finału Pucharu RFN, przegranego jednak po rzutach karnych z Bayernem Monachium. W 1992 roku Hochstätter ponownie zagrał z Borussią w finale Pucharu Niemiec, ale tym razem Borussia uległa po rzutach karnych Hannoverowi 96. W 1995 roku zdobył z zespołem Puchar Niemiec, po pokonaniu w finale 3:0 VfL Wolfsburg. W 1998 roku zakończył karierę. W barwach Borussii rozegrał łącznie 339 ligowych spotkań i zdobył 55 bramek.

## Kariera reprezentacyjna
Hochstätter rozegrał dwa spotkania w reprezentacji RFN. Zadebiutował w niej 12 sierpnia 1987 roku w zremisowanym 1:1 towarzyskim meczu z Brazylią. Po raz drugi w drużynie narodowej wystąpił 16 grudnia 1987 roku w przegranym 0:1 towarzyskim spotkaniu z Argentyną. Grał także w reprezentacji U-21.